# Live & Unplugged
Live & Unplugged är ett album av Kingdom Come. Det släpptes 1996 och var bandets första livealbum.

## Låtlista
1. "Living Out Of Touch" – 4:18
2. "Blood On The Land" – 4:12
3. "I Don't Care" – 5:26
4. "What Love Can Be" – 5:16
5. "Always On The Run" – 4:13
6. "Do You Like It" – 3:38
7. "Thank You All" – 4:41
8. "Hope Is On Fire" – 3:26
9. "Friends" – 4:36
10. "And I Love Her" – 2:30
11. "You'll Never Know" – 3:24
12. "Rather Be On My Own" – 3:07
13. "Janin" – 4:00
14. "You're Not the Only" – 3:41